# Hotan
(kitajsko)
Hotan (znan tudi kot Gosthana, Gaustana, Godana, Godanija, Khotan, Hetian, Hotien) je veliko oazno mesto v jugozahodnem Šindžjangu, avtonomni pokrajini na severozahodu Kitajske. Ožje mesto Hotan se je avgusta 1984 odcepilo od večjega okrožja Hotan in postalo samostojno upravno območje. Je sedež prefekture Hotan.
Hotan s 408.900 prebivalci (popis iz leta 2018) leži v Tarimski kotlini približno 1500 kilometrov jugozahodno od pokrajinske prestolnice Urumči. Leži severno od gorovja Kunlun, ki ga prečkajo prelazi Sandžu, Hindutaš in Ilči. Mesto, ki leži jugovzhodno od okrožja Jarkant in je naseljeno skoraj izključno z Ujguri, je manjše kmetijsko središče. Hotan, pomembna postaja na južnem kraku zgodovinske svilne poti, je bil vedno odvisen od dveh močnih rek, reke Karakaš in reke Jurungkaš (Beli žad), ki sta zagotavljali vodo, potrebno za preživetje na jugozahodnem robu prostrane puščave Takla Makan. Reka Beli žad še vedno zagotavlja vodo in namakanje mesta in oaze.

## Etimologija
Prvotno ime Hotana je Godana, Gosthana/Gausthana/Gaustana ali Godanija, ime, ki se uporablja v sanskrtskih kozmoloških besedilih in tudi, kako se območje zgodovinsko imenuje.
Gosthana/Gausthana/Gaustana/Godana/Godanija se v sanskrtu prevede kot 'dežela krav'. V kitajščini je isto ime zapisano kot Ju-t'ien, izgovorjeno kot Gu-dana. Izgovorjava se je z leti spremenila v Kho-tan. V 7. stoletju ga je Šuanzang poskušal obrniti v sanskrtu kot Kustana. Vendar pa jo Tibetanci še naprej imenujejo Gosthana, kar ima tudi pomen 'dežela krav'.
Bailey predlaga alternativno etimologijo, ki se nanaša na najstarejšo avtohtono obliko Hvatana, pri čemer hva- pomeni 'lasten, v lasti', od koder 'Gospod' kot v MP khwa-dan.

## Zgodovina
Oaza Hotan je strateško locirana na stičišču južnega (in najstarejšega) kraka svilne poti, ki povezuje Kitajsko in Zahod z eno glavnih poti iz starodavne Indije in Tibeta v Srednjo Azijo in daljno Kitajsko. Zagotovil je priročno zbirališče, kjer so se iz ene kulture v drugo prenašale ne le dobrine, ampak tudi tehnologije, filozofije in religije.
Toharci so živeli na tem območju pred več kot 2000 leti. V regiji so našli več mumij iz Tarima. V Sampulu, vzhodno od mesta Hotan, je obsežen niz pokopališč, raztresenih po območju, širokem približno 1 kilometer in dolgem 23 km. Izkopana mesta segajo od približno 300 pr. n. št. do 100 n. št. Iz izkopanih grobov so izdelali številne tkanine iz klobučevine, volne, svile in bombaža ter celo fin košček tapiserije, tapiserija Sampul, ki prikazuje obraz kavkaškega človeka, ki je bila narejena iz niti 24 barvnih odtenkov. Tapiserijo so razrezali in oblikovali v hlače, ki jih je nosil eden od pokojnikov. Antropološka študija 56 posameznikov je pokazala, da gre predvsem za kavkaško populacijo. Študija iz leta 2010 je pokazala, da vzhodnoevrazijska linija, ki je pogosta v Sibiriji, prevladuje v mitohondrijski DNK mumij s pokopališča Šjaohe. Njihov kromosom Y je razširjen po vsej vzhodni Evropi, južni Aziji, srednji Aziji in Sibiriji.
Obstaja relativno veliko informacij o Hotanu, ki so na voljo za študij. Glavne zgodovinske vire najdemo v kitajskih zgodovinah (še posebej podrobno v času dinastije Han in zgodnjih dinastij Tang), ko se je Kitajska zanimala za nadzor nad zahodnimi regijami, poročilih več kitajskih menihov romarjev, nekaj Budistične zgodovine Hotana, ki so se ohranile v klasični tibetanščini, in veliko število dokumentov v iranskem saka jeziku in drugih jezikih, večinoma odkritih v začetku tega stoletja na različnih mestih v Tarimski kotlini in v skriti knjižnici v jamah Mogao blizu Dunhuanga.

### Indo-grški Khotan
V helenističnem obdobju je bila v Khotanu indo-grška kolonija.

### Budistični Khotan
Starodavno kraljestvo Khotan je bilo ena najzgodnejših budističnih držav na svetu in kulturni most, preko katerega sta se budistična kultura in učenje prenašala iz Indije na Kitajsko. Njegovo glavno mesto je bilo zahodno od sodobnega mesta Hotan. Prebivalci kraljestva Khotan so tako kot prebivalci zgodnjega Kašgarja in Džarkanta govorili sako, enega od vzhodnoiranskih jezikov. Khotanova avtohtona dinastija (katerih vsa kraljeva imena so indijskega izvora) je v poznem 9./zgodnjem 10. stoletju upravljala goreče budistično mestno državo, ki se je ponašala s približno 400 templji – štirikrat več, kot jih je zabeležil Šuanzang okoli leta 630. Kraljestvo je bilo neodvisno, a je občasno pod kitajskim nadzorom med dinastijama Han in Tang.
Po dinastiji Tang je Khotan sklenil zavezništvo z vladarji Dunhuanga. Khotan je imel tesne odnose z budističnim središčem v Dunhuangu: kraljeva družina Khotanese se je poročala z elitami Dunhuanga, obiskovala in bila pokrovitelj Dunhuangovega budističnega tempeljskega kompleksa ter darovala denar za naslikanje njihovih portretov na stenah jam Mogao. Skozi 10. stoletje so bili khotanski kraljevi portreti naslikani v povezavi z vse večjim številom božanstev v jamah. Poleg tega je posebno mesto, Melikavat, delovalo kot glavno budistično središče v kraljestvu Khotan.
V 10. stoletju je Khotan začel boj s Kara-Khanidskim kanatom, turško državo. Kara-Khanidski vladar, sultan Satuq Bughra Kan, se je spreobrnil v islam:
Satuqov sin Musa je začel izvajati pritisk na Khotan sredi 10. stoletja in nekje pred letom 1006 je Jusuf Kadir kan iz Kašgarja premagal in zavzel mesto. Ta osvojitev budističnega Khotana s strani muslimanskih Turkov - o kateri obstaja veliko barvitih legend - je zaznamovala še eno prelomnico v islamizaciji in turkizaciji Tarimske kotline in konec lokalne avtonomije te mestne države na jugu Tarima.
Nekatera kotanska budistična dela so bila odkopana.
Vladarji Khotana so se zavedali grožnje, s katero so se soočili, saj so uredili, da so v jamah Mogao poleg sebe naslikali vse večje število božanskih figur. Na polovici 10. stoletja je Khotan napadel karahanidski vladar Musa in v tem, kar se je izkazalo za ključni trenutek v turkizaciji in islamizaciji Tarimske kotline, je karahanidski voditelj Jusuf Kadir Kan okoli leta 1006 osvojil Khotan.

### Islamski Khotan
Jūsuf Kadir Kan je bil brat ali bratranec muslimanskega vladarja Kašgarja in Balasaguna. Khotan je izgubil svojo neodvisnost in med letoma 1006 in 1165 postal del Kara-Kanidskega kanata. Kasneje je pripadel Kara-Kitanskemu kanatu, nato pa so mu zavladali Mongoli.
Ko je Marco Polo v 13. stoletju obiskal Khotan, je ugotovil, da so vsi ljudje muslimani. Napisal je, da:
Khotan je bil »provinca, dolga osem dni potovanja, ki je bila podrejena Velikemu kanu. Vsi prebivalci častijo Mahometa. Ima veliko mest in krajev, od katerih je najbolj čudovito in glavno mesto province nosi isto ime kot provinca ... Je bogato založena s sredstvi za življenje. Tu raste bombaž v izobilju. Ima veliko vinogradov, posestev in sadovnjakov. Ljudje živijo od trgovine in industrije; sploh niso bojeviti.«

### 19. stoletje
Mesto je hudo trpelo med Dunganskim uporom (1862–77) proti dinastiji Čing in ponovno nekaj let kasneje, ko se je Jakub beg iz Kašgarja postavil za gospodarja Kašgarije in vladal novoustanovljeni turški državi, znani v tistem času kot Yetišar.

### Post-Čing
Imperialna oblast Čingov je propadla leta 1912. Med republikansko dobo na Kitajskem so se vojskovodje in gibanja lokalne etnične samoodločbe borili za nadzor nad Šindžjangom. Abdulah Bughra, Nur Ahmad Jan Bughra in Muhammad Amin Bughra so se razglasili za emirje Khotana med uporom Kumul. Tunganistan je bil od leta 1934 do 1937 neodvisna administrativna regija v južnem delu Šindžjanga. Ozemlje je vključevalo oaze južne Tarimske kotline; središče regije je bil Khotan. Začetek z islamskim uporom leta 1937 sta Hotan in preostala provinca prišla pod nadzor vojskovodje Šeng Šikaija. Šenga je pozneje odstavil Kuomintang.

### Ljudska republika Kitajska
Kmalu po zmagi komunistov v državljanski vojni leta 1949 je bil Hotan vključen v Ljudsko republiko Kitajsko.
V letih 1983/4 je bilo mestno območje Hotan upravno ločeno od večjega okrožja Hotan in od takrat naprej vodeno kot mesto na ravni okrožja.
11. julija 2006 sta bili okrožji Džija in Jurungčaš (Julongkaši) v okrožju Lop in Tusala (Tušala) v okrožju Hotan preneseni v mesto Hotan.
Po nemirih v Urumčiju julija 2009 so se povečale etnične napetosti v Šindžjangu in še posebej v Hotanu. Zaradi tega je mesto občasno priča izbruhom nasilja. Junija 2011 je Hotan odprl svojo prvo storitev potniškega vlaka v Kašgar, ki je bil po nemirih ustanovljen kot posebna gospodarska cona. Julija istega leta se je na osrednji mestni ulici zgodil napad z bombo in nožem. Junija 2011 so oblasti v prefekturi Hotan ujgurskega muslimana Hebibulaha Ibrahima obsodile na deset let zapora zaradi prodaje »nezakonitih verskih gradiv«. Junija 2012 je bil let 7554 družbe Tiandžin Airlines ugrabljen na poti iz Hotana v Urumči.
V poročilu Ameriškega združenja Ujgurov junija 2012 naj bi bilo objavljeno obvestilo, da policija načrtuje preiskavo vseh rezidenc v Gudžanbaghu (Gudžiangbage), Hotan. Hotan je zadnja občina v Šindžjangu z večinsko prisotnostjo Ujgurov v jedru mesta. UAA je to razumela kot poskus sistematičnega ustrahovanja ujgurskega prebivalstva v Hotanu.
Pokopališče Sultanim (37°07′02″N 79°56′04″E / 37.11722°N 79.93444°E) v osrednjem Hotanu je bilo zgodovinsko ujgursko pokopališče, ki je vključevalo tudi versko svetišče. Glede na intervju iz Uyghur Human Rights Project iz leta 2019 so bili na pokopališču pokopani štirje poveljniki sultana Satuk Bughra Kana, ki je osvojil mesto okoli leta 960 n. št. in širil islam. Zaradi prostorskih omejitev po več kot tisoč letih pokopa je bilo treba več trupel ponovno uporabiti v istem grobu, pod starimi pa so izkopali dodatne plasti. Med letoma 2018 in 2019 je bilo pokopališče porušeno, zahodni del zemljišča pa spremenjen v parkirišče.

## Geografija
Hotan ima zmerno območje, hladno puščavsko podnebje (Köppen BWk), s povprečno letno skupno količino padavin le 36,5 milimetrov na 17,3 dni v letu. Zaradi svoje južne lege v Šindžjangu, severno od gorovja Kunlun, je pozimi ena najtoplejših lokacij v regiji, s povprečno visokimi temperaturami, ki ostajajo nad lediščem skozi vse leto. Mesečna 24-urna povprečna temperatura se giblje od −3,9 °C v januarju do 25,8 °C v juliju, letno povprečje pa je 13,03 °C. Nihanje dnevne temperature za puščavo ni veliko, saj znaša povprečno 11,8 °C letno. Čeprav nobeno mesečno povprečje ni manjše od polovice možnega sonca, mesto prejme le 2587 ur svetlega sonca letno, kar je najmanj za Šindžjang; mesečni odstotek možnega sonca se giblje od 50 % marca do 75 % oktobra.

## Demografija
V Hotanu večinoma prevladujejo Ujguri in leta 2015 je bilo 311.050 od 348.289 prebivalcev okrožja Ujgurov, 35.897 Han Kitajcev in 1342 pripadnikov drugih etničnih skupin.
Leta 1940 je Owen Lattimore navedel, da je število prebivalcev Khotana ocenjeno na 26.000.
Leta 1998 je bilo zabeleženo 154.352 mestnega prebivalstva, od tega 83 % Ujgurov in 17 % Han Kitajcev.
Leta 1999 je bilo 83,01 % prebivalstva Ujgurov in 16,57 % prebivalcev Han Kitajcev.
Po popisu leta 2000 je bilo zabeleženih 186.123 prebivalcev. V popisu leta 2010 se je številka povzpela na 322.300. Povečanje števila prebivalcev je deloma posledica sprememb meja.

## Gospodarstvo
Od leta 1885 je bilo v Khotanu približno 100.000 hektarjev obdelovalne zemlje.

### Nefritni žad
Kitajski zgodovinski viri kažejo, da je bil Hotan glavni vir nefritnega žada, ki so ga uporabljali v starodavni Kitajski. Več sto let, dokler jih leta 176 pred našim štetjem niso porazili Šjongnuji, so trgovino s kotanskim žadom na Kitajsko nadzorovali nomadski Juedži. Kitajci reko Jurungkaš še vedno imenujejo reka belega žada, kar namiguje na beli žad, pridobljen iz njenih aluvialnih nahajališč. Svetlemu žadu pravijo žad ovčje maščoba. Večine žada zdaj ni več, letno najdemo le nekaj kilogramov kakovostnega žada. Nekaj se poleti še vedno izkoplje v gorovju Kunlun na jugu, vendar je na splošno slabše kakovosti od tistega, ki ga najdemo v rekah.

### Tkanine in preproge
Khotanski tekstil je omenil Šuanzang, ki je obiskal oazo leta 644. V njegovem življenjepisu piše: »Proizvajalo je preproge in fino klobučevino, klobučevine pa so predle tudi grobo in fino svilo.« 
Starodavni kitajsko-hotanski odnosi so bili tako tesni, da je oaza postala eno najzgodnejših središč proizvodnje svile zunaj Kitajske. Obstajajo dobri razlogi za domnevo, da je industrija proizvodnje svile v Hotanu cvetela že v 5. stoletju. Po eni zgodbi je kitajska princesa, ki se je poročila s khotanskim princem, v oazo prinesla skrivnost izdelave svile in »skrila sviloprejke v svoje lase kot del svoje dote«, verjetno v prvi polovici 1. stoletja n. št. Iz Khotana so jajčeca sviloprejk pretihotapili v Iran in leta 551 prispela v Konstantinopel Justinijana I..
Proizvodnja svile je še vedno pomembna panoga, ki zaposluje več kot tisoč delavcev in proizvede približno 150 milijonov metrov svile letno. Tkanje svile ujgurskih žensk je cvetoča domača industrija, nekatere se proizvajajo po tradicionalnih metodah.
Atlas je tkanina, ki se uporablja za tradicionalna ujgurska oblačila, ki jih nosijo ujgurske ženske. Je mehka, lahka in elegantna svilena tkanina. Na voljo je v različnih barvah, svetlejše in bogate barve so za majhne otroke do mlade dame. Sive in temne barve so za starejše ženske.
Najstarejši kos čilima, o katerem vemo, je pridobil arheološki raziskovalec Aurel Stein; fragment iz starodavne naselbine blizu Hotana, ki je bil zasut s peščenimi nanosi okoli 4. stoletja našega štetja. Tkanje je skoraj enako kot pri sodobnih čilimih.
Hotanske preproge so še vedno zelo cenjene in predstavljajo pomemben izvoz.